# Papanin
Papanin (biał. Папанін; ros. Папанин, Papanin) – osiedle na Białorusi, w obwodzie homelskim, w rejonie homelskim, w sielsowiecie Rudnia Marymonawa.
Papanin graniczy z Rezerwatem Biologicznym „Dniepra-Sożski”.